# Henrik Sundblad
Henrik Gabriel Alexander Sundblad, född 4 mars 1880 i Närpes, död 28 augusti 1947 i Borgå, var en finländsk tonsättare, fader till Heidi Sundblad-Halme.
Sundblad var kantor-organist i Borgå svenska landsförsamling från 1912. Som tonsättare framträdde han främst på den andliga musikens område, bland annat med kantater, psalmer, hymner och orgelverk, men han komponerade även profana musikverk, såsom körverk, solosånger och duetter. Han arrangerade österbottnisk folkmusik för olika instrumentala ensembler och körer.